# Skyline-Ganipa
Skyline-Ganipa ist ein Dorf im Cibola County im US-Bundesstaat New Mexico. Das Dorf hat eine Fläche von 16 km². Das U.S. Census Bureau hat bei der Volkszählung 2020 eine Einwohnerzahl von 1.614 ermittelt. 